# UFC 123
UFC 123: Rampage vs. Machida fue un evento de artes marciales mixtas celebrado por Ultimate Fighting Championship el 20 de noviembre de 2010 en el The Palace of Auburn Hills, en Auburn Hills, Michigan.

## Historia
Antes del inicio de la tarjeta, Dana White le otorgó a José Aldo el título de peso pluma de la UFC.
Las peleas preliminares de UFC 123 fueron transmitidas en vivo por Spike TV.
El 13 de octubre, Rory MacDonald tuvo que retirarse de su pelea contra Matt Brown. Fue reemplazo por Brian Foster.
Gabe Ruediger estaba programado para enfrentar a Paul Kelly, Ruediger se tuvo que retirar de la tarjeta con una lesión en la ingle el 25 de octubre. TJ O'Brien reemplazo a Ruediger.
Darren Elkins se retiró de su pelea con Edson Barboza y fue reemplazo por Mike Lullo.

## Premios extra
Cada peleador recibió un bono de $80,000.
- Pelea de la Noche: George Sotiropoulos vs. Joe Lauzon
- KO de la Noche: B.J. Penn
- Sumisión de la Noche: Phil Davis